# Oschatz

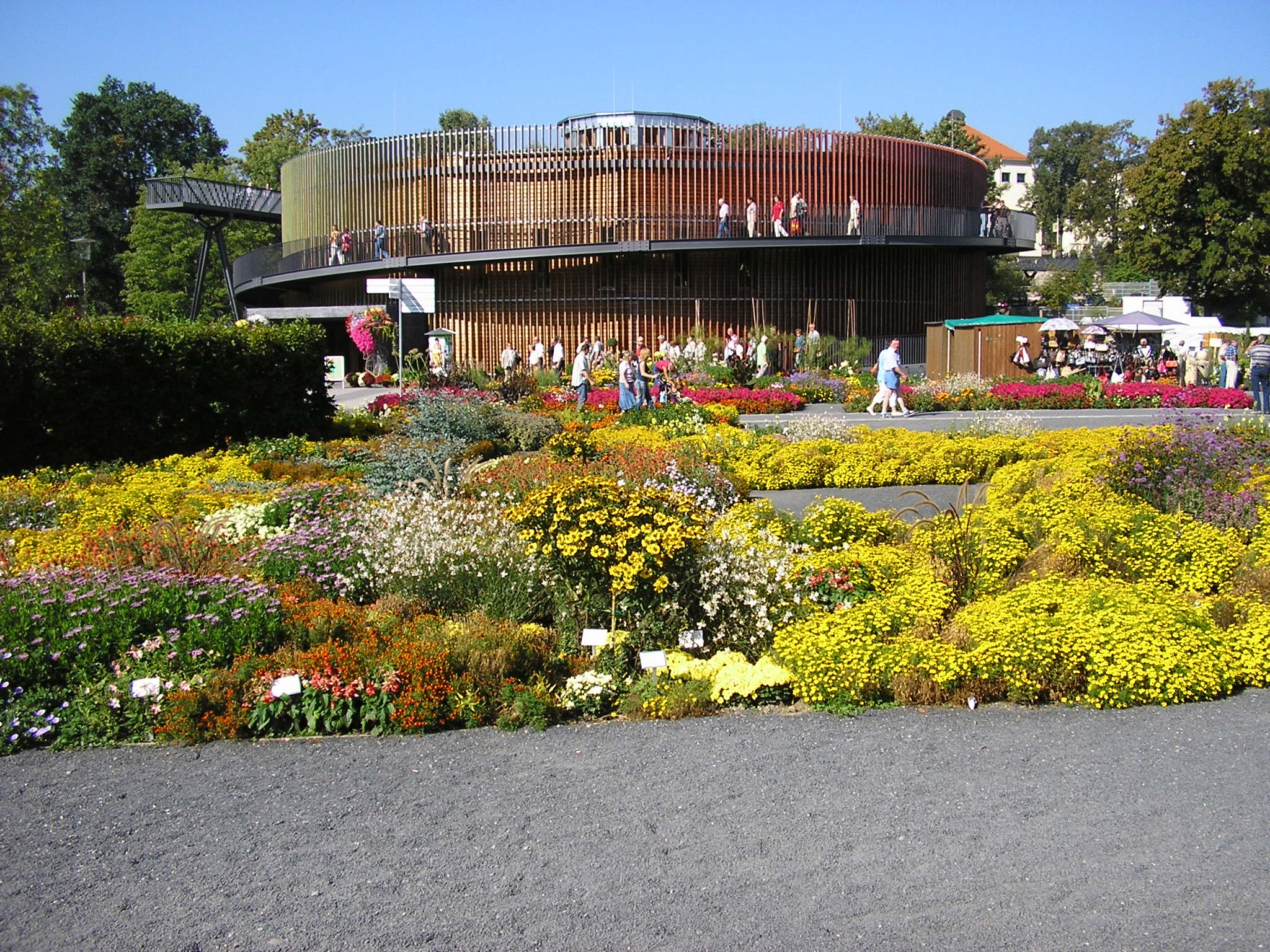
Stadsparken under Landesgartenschau

Oschatz är en liten stad i Landkreis Nordsachsen i Sachsen, Tyskland, ca 60 km öster om Leipzig. Staden har cirka 14 000 invånare.